# Confédération des travailleurs de la République de Panama
La Confederación de Trabajadores de la República de Panamá (CTRP - Confédération des travailleurs de la République de Panama) est une confédération syndicale panaméenne. Elle est affiliée à la Confédération syndicale internationale et à la Confédération syndicale des travailleurs et travailleuses des Amériques